# Gampel-Bratsch
Gampel-Bratsch é uma comuna da Suíça, situada no distrito de Loèche, no cantão de Valais. Tem 23,1 km² de área e sua população em 2018 foi estimada em 1.955 habitantes.
Foi criada em 1 de janeiro de 2009, a partir da fusão das antigas comunas de Gampel e Bratsch.